# Furuskär (öster om Kittuis, Houtskär)
Furuskär är en ö i Finland. Den ligger i Skärgårdshavet och i kommunen Pargas i landskapet Egentliga Finland, i den sydvästra delen av landet. Ön ligger omkring 52 kilometer sydväst om Åbo och omkring 190 kilometer väster om Helsingfors.
Arean för ön som koordinaterna pekar på är 1,4 hektar och dess största längd är 170 meter i öst-västlig riktning. Runt Furuskär är det mycket glesbefolkat, med 7 invånare per kvadratkilometer. Närmaste större samhälle är Korpo, 5,6 km sydost om Furuskär.